# Sprechstation
Die Sprechstation mit Sitz in Stuttgart führt Literatur-Veranstaltungen und Poetry-Slams vor allem im süddeutschen Raum durch. Ihr war der gleichnamige Sprechstation-Verlag in Berlin zugehörig, in dem allerdings seit 2012 keine Publikationen mehr erschienen sind.

## Geschichte
Der Sprechstation-Verlag wurde 2003 in Konstanz von Charlotte Rieber und Thomas Geyer gegründet und verlegt Hörbücher, CDs und DVDs aus der Poetry-Slam- und Spoken-Word-Szene. Im Herbst 2004 erschien als erste Veröffentlichung die Poetry-Slam-DVD "Poesie auf Zeit". 2007 verlagerte Sprechstation seine Aktivitäten nach Stuttgart und Berlin: So wird der Poetry Slam in der Stuttgarter Rosenau seit Oktober 2007 von der Sprechstation veranstaltet, seit 2009 ein weiterer Poetry Slam im "Keller-Klub", zusätzlich die Stuttgarter Lesebühne "Eurythmie und Marschmusik". 

## Autoren des Verlags
Im Verlag sind zahlreiche CDs aus der Slam-Szene erschienen, darunter die Debüt-CD des Salzburger-Stier-Preisträgers Gabriel Vetter, die CD "Back for Food" der Slampoetry-Boygroup SMAAT, die Hörbuch-Version des Buches "Hip und Hop und Trauermarsch" von Jaromir Konecny oder die CD "Moralverkehr" des Spoken-Word-Duos Toby Hoffmann und Etta Streicher. Autoren des Verlags sind u. a. Lars Ruppel, Julius Fischer und Sebastian 23.

## Website
- Sprechstation Stuttgart